# ديفيد إل. همفريز
ديفيد إل. همفريز (بالإنجليزية: David L. Humphreys)‏ هو صحفي بريطاني، ولد في 1939.